# Рой, Кришна Чандра
Махараджа Кришна Чандра Рой (1710—1783) — раджа Надии (ныне округ в Западной Бенгалии).

## Биография
Наследник Бхабананды Маджумдара, основатель королевской семьи Кришнанагара. Его отцом был Рагхурам Рой.
Кришна Чандра Рой был искусен в бенгальском, санскрите и персидском.

## Внешняя политика
Кришна Чандра, видя, что власть мусульман слабеет, вёл проанглийскую политику. Сотрудничал с Робертом Клайвом, тем самым ускорив поражение Сирадж уд-Даулы. Был пленён навабом Бенгалии Мир Касимом и приговорён к смертной казни, но британцы помогли добиться его освобождения и за лояльность наградили титулом «Махараджа». Клайв также дал ему пять пушек. Для защиты от кавалерии маратхов Кришна Чандра перенёс свою столицу на новое место, называемое Шивнибаш.

## Содействие развитию культуры
Кришна Чандра был покровителем литературы: при его дворе жил один из знаменитых индийских поэтов XVIII века Бхарат Чандра Рай, поэты Рампрасад Сен, Банесвар Бидьяланкар, Кришнананда Бахаспати, Джаганнатх Таркапанчанан и Харирам Таркасиддханта. Ко двору Кришны Чандры относят и известного остроумием фольклорного шута Гопала Бханда.
Кришна Чандра тратил огромные суммы денег на содействие обучению санскриту в Навадвипе, а также в других местах Бенгалии. Учёные из Викрампура и Баклы также получали финансовую поддержку от него. Учредил множество школ санскрита в Надии и выделил им землю в бесплатную аренду. Иностранным студентам, приезжающим для получения высшего образования на санскрите, выплачивалась стипендия в 200 рупий. Его жена, Рани Бхабани, также была покровительницей санскритской культуры.
Покровительствовал Кришна Чандра и музыкантам. Рампрасад Сен составил по его заказу религиозную песню в жанре шияма-сангит.
Известен он и как покровитель религии. В 1762 году создал большой храм Шивы на Шивнибаше. Впервые ввёл в Бенгалии Джагаддхатри-пуджу